# Novoraisk
Novoraisk (en ucraniano: Новорайськ) es un pueblo ucraniano perteneciente al óblast de Jersón. Situado en el sur del país, forma parte del raión de Berislav y es centro del municipio (hromada) homónimo.   

## Toponimia
El nombre del lugar en ruso es también Novoraisk (en ruso: Новорайск).

## Geografía
Novoraisk se encuentra 26 km al norte de Berislav y a unos 100 km al noreste de Jersón.

## Historia
El lugar fue fundado en la década de 1840 como Jútir Rogulin (en ucraniano: Хутір Рогулін) y en el periodo 1855-1921 se conoció como la aldea de Jútir Ivánivka (en ucraniano: Хутір Іванівка).
El asentamiento fue atacado por las capturado por las fuerzas rusas durante la invasión rusa de Ucrania, siendo recuperado por Ucrania el 11 de noviembre de 2022.

## Demografía
Según el censo de 2001, la lengua materna de la mayoría de los habitantes, el 93,17%, es el ucraniano; del 6,54% es el ruso.

## Personas importantes
- Inna Osypenko-Radomska (1982): deportista ucraniana que compite en piragüismo en la modalidad de aguas tranquilas.